# Abartach
Abartach, úgy is, mint Abarta (a mutatványos), az ír mitológia egy alakja, Danu népéből való. Ismerték még Giolla Deacairként (Hitvány Szolga) is. Alakja a Fionn-ciklus egyik történetében bukkan fel.  
E történet szerint Abarta rávette a Fianna 14 emberét arra, hogy szálljanak fel egy varázslatos szürke lóra, amiről azonban később nem tudtak leszállni. Ez a ló aztán elvitte őket az egyik túlvilágba, ahonnan Fionn mac Cumhaill mentette ki őket.
Abartát összekapcsolhatták Apollón egy szolgálójával is, aki állítólag megajándékozta őt egy arany nyíllal (értsd: napsugárral), amivel eltűnhetett és megjelenhetett másutt, láthatatlanná válhatott és jósolhatott. Későbbi („tisztább”) mítoszokban aztán az arany nyilat varázslatos lóra változtatták.

## Etimológia
Ez az istennév vélhetőleg a Proto-kelta nyelv Adbero-tekos szavából ered; szó szerint „szolgálat-nemzőt” jelent, ami egy szitokszó lehetett a „feladatvégrehajtás” fogalmára (lásd , , ). 
Ennek a proto-kelta istennévnek a Romano-Brit alakja vélhetőleg *Abertecos lehetett (lásd , ,  és ).